# 愛情積分
《愛情積分》，為泰國GMM 25與Viu於2021年3月24日起播出的愛情及情節電視劇，由Pae及Aom主演。
此劇由GMMTV製作，在2020年12月GMMTV的「The New Decade Begins」活動上公開先導預告片。此劇原定於2021年1月放映，但最後延遲至2021年3月在GMM 25電視台及Viu首播，同年5月終映。

## 劇情簡介
夢想成為老師的Kumarika達成願望獲得教職，但是在學校任教的第一天，她遇上車禍送受傷的學生去醫院而遲到，因而給學校的所有人Khun Chai Kao留下深刻印象。她因而擔心自己不僅會評核失敗，而且會被解僱，但讓她感到震驚的是，發現Khun Chai Kao不單止不會解僱她，而且更認真地與她調情。因為Khun Chai Kao是出身於富貴人家的公子，因而Kumarika並沒有認真對待他，也無視他的行動，Kumarika的兩個哥哥亦因此開始調查可能成為未來向妹妹求婚的Khun Chai Kao的背景。
但是這種愛並不容易，因為沒人相信億萬富翁的繼承人會認真對待普通餐館老闆的女兒，而Khun Chai Kao的家人亦準備破壞她們的關係。因此，兩人跨越階級的愛面臨很多障礙。

## 演員陣容
註：括號內的演員姓名為小名。

### 主要人物
- 亞瑞克·阿莫蘇帕西瑞（Pae）飾演 Khun Chai Kao

富家公子，學校的所有人。
- 李海娜（Aom）飾演 Kumarika（Mod）

普通家庭出身，夢想成為老師。

### 其他人物
- 帕拉查功·皮亞薩庫喬（Sun）飾演 Toon

- Sakonrat Woraurai（Four）飾演 Wirongrong

- 納查特·佳塔潘（Nicky）飾演 Khetpana（Mhee）

Kumarika的哥哥。
- 查澈威·德查拉朋（Victor）飾演 Khetchon（Meuk）

Kumarika的哥哥。
- 納塔·咯誒（Mai）飾演 Khun Ying Kaew

Khun Chai Kao的媽媽。
- Sruangsuda Lawanprasert（Namfon）飾演 Mulila（Maew）

- Ampha Phoosit 飾演 Sarinwon

- 帕塔丹·詹金（Fiat）飾演 Tanwatan

- 普洛伊湘普·素帕莎（Jan）飾演 Pijika（Phi Phi）

- Wanwimol Jensawamethee（June）飾演 Dutdao

## 劇集迴響

### 泰國電視收視
- 收視最低的集數以藍色表示，收視最高的集數以紅色表示，而空格則表示該集的收視沒有相關數據。

| 集數 No.   | 播放日期      | 播放時段 (UTC+07:00) | 平均收視率 | 來源   |
| ---------- | ------------- | -------------------- | ---------- | ------ |
| 1          | 2021年3月24日 | 星期三 20:30         | 0.289      | [ 6 ]  |
| 2          | 2021年3月25日 | 星期四 20:30         | 0.181      | [ 7 ]  |
| 3          | 2021年3月31日 | 星期三 20:30         | 0.217      | [ 8 ]  |
| 4          | 2021年4月1日  | 星期四 20:30         | 0.235      | [ 9 ]  |
| 5          | 2021年4月7日  | 星期三 20:30         | 0.227      | [ 10 ] |
| 6          | 2021年4月8日  | 星期四 20:30         | 0.133      | [ 11 ] |
| 7          | 2021年4月21日 | 星期三 20:30         | 0.141      | [ 12 ] |
| 8          | 2021年4月22日 | 星期四 20:30         | 0.235      | [ 13 ] |
| 9          | 2021年4月28日 | 星期三 20:30         | 0.149      | [ 14 ] |
| 10         | 2021年4月29日 | 星期四 20:30         | 0.122      | [ 15 ] |
| 11         | 2021年5月5日  | 星期三 20:30         | 0.153      | [ 16 ] |
| 12         | 2021年5月6日  | 星期四 20:30         | 0.168      | [ 17 ] |
| 13         | 2021年5月12日 | 星期三 20:30         | 0.121      | [ 18 ] |
| 14         | 2021年5月13日 | 星期四 20:30         | 0.208      | [ 19 ] |
| 平均收視率 | 平均收視率    | 平均收視率           | 0.184      | 1      |

^1  基於每集的平均觀眾份額。

## 外部連結
- GMMTV 官方網站（泰文）
- YouTube上的《愛情積分》播放列表
- MyDramaList 劇集介紹及劇評 （页面存档备份，存于）（英文）
- 豆瓣电影上《愛情積分》的資料 （简体中文） （页面存档备份，存于）